# ARFU Asian Rugby Championship 2004
Die ARFU Asian Rugby Championship 2004 war ein Wettbewerb für asiatische Nationalmannschaften in der Sportart Rugby Union. Es handelte sich um die 19. Ausgabe der vom Verband Asian Rugby Football Union (ARFU) organisierten Rugby-Union-Asienmeisterschaft. Beteiligt waren zwölf Mannschaften, die vom 27. bis 31. Oktober an einem Turnier in Hongkong in drei Divisionen gegeneinander antraten. Japan gewann zum 14. Mal den Asienmeistertitel.

## Division 1
Halbfinale
| 28. Oktober 2004 | Südkorea | 63 : 7 | Taiwan | Hong Kong Football Club Stadium, Hongkong |
| 28. Oktober 2004 |          |        |        | Hong Kong Football Club Stadium, Hongkong |

| 28. Oktober 2004 | Japan | 40 : 12 | Hongkong | Hong Kong Football Club Stadium, Hongkong |
| 28. Oktober 2004 |       |         |          | Hong Kong Football Club Stadium, Hongkong |

Spiel um Platz 3
| 31. Oktober 2004 | Hongkong | 63 : 7 | Taiwan | Hong Kong Football Club Stadium, Hongkong |
| 31. Oktober 2004 |          |        |        | Hong Kong Football Club Stadium, Hongkong |

Finale
| 31. Oktober 2004 | Japan | 29 : 0 | Südkorea | Hong Kong Football Club Stadium, Hongkong |
| 31. Oktober 2004 |       |        |          | Hong Kong Football Club Stadium, Hongkong |

## Division 2
Halbfinale
| 28. Oktober 2004 | Thailand | 37 : 36 | Kasachstan | Hong Kong Football Club Stadium, Hongkong |
| 28. Oktober 2004 |          |         |            | Hong Kong Football Club Stadium, Hongkong |

| 28. Oktober 2004 | Arabien | 6 : 22 | Singapur | Hong Kong Football Club Stadium, Hongkong |
| 28. Oktober 2004 |         |        |          | Hong Kong Football Club Stadium, Hongkong |

Spiel um Platz 3
| 30. Oktober 2004 | Arabien | 9 : 19 | Kasachstan | Hong Kong Football Club Stadium, Hongkong |
| 30. Oktober 2004 |         |        |            | Hong Kong Football Club Stadium, Hongkong |

Finale
| 30. Oktober 2004 | Singapur | 41 : 34 | Thailand | Hong Kong Football Club Stadium, Hongkong |
| 30. Oktober 2004 |          |         |          | Hong Kong Football Club Stadium, Hongkong |

## Division 3
Halbfinale
| 27. Oktober 2004 | Sri Lanka | 75 : 3 | Pakistan | Hong Kong Football Club Stadium, Hongkong |
| 27. Oktober 2004 |           |        |          | Hong Kong Football Club Stadium, Hongkong |

| 27. Oktober 2004 | VR China | 50 : 15 | Indien | Hong Kong Football Club Stadium, Hongkong |
| 27. Oktober 2004 |          |         |        | Hong Kong Football Club Stadium, Hongkong |

Spiel um Platz 3
| 30. Oktober 2004 | Pakistan | 3 : 56 | Indien | Hong Kong Football Club Stadium, Hongkong |
| 30. Oktober 2004 |          |        |        | Hong Kong Football Club Stadium, Hongkong |

Finale
| 30. Oktober 2004 | VR China | 30 : 16 | Sri Lanka | Hong Kong Football Club Stadium, Hongkong |
| 30. Oktober 2004 |          |         |           | Hong Kong Football Club Stadium, Hongkong |